# Diana Dmitrijewna Demidowa
Diana Dmitrijewna Demidowa (russisch Диана Дмитриевна Демидова, englisch Diana Demidova; * 26. September 1997) ist eine russische Tennisspielerin.

## Karriere
Demidowa spielt überwiegend Turniere auf der ITF Women’s World Tennis Tour, auf der sie bislang zwei Einzeltitel gewann.

## Turniersiege

### Einzel
| Nr. | Datum            | Turnier | Kategorie | Belag | Finalgegnerin | Ergebnis |
| --- | ---------------- | ------- | --------- | ----- | ------------- | -------- |
| 1.  | 26. Februar 2023 | Antalya | ITF W15   | Sand  | Ayşegül Mert  | 7:5, 6:3 |
| 2.  | 30. April 2023   | Antalya | ITF W15   | Sand  | Miriana Tona  | 6:4, 6:3 |